# Бжосквіня (Малопольське воєводство)
Бжосквіня (пол. Brzoskwinia) — село в Польщі, у гміні Забежув Краківського повіту Малопольського воєводства.
Населення — 905 осіб (2011).
У 1975-1998 роках село належало до Краківського воєводства.

## Демографія
Демографічна структура станом на 31 березня 2011 року:
|          | Загалом | Допрацездатний вік | Працездатний вік | Постпрацездатний вік |
| -------- | ------- | ------------------ | ---------------- | -------------------- |
| Чоловіки | 452     | 105                | 299              | 48                   |
| Жінки    | 453     | 87                 | 271              | 95                   |
| Разом    | 905     | 192                | 570              | 143                  |